# Jubileumincident
Jubileumincident is een sciencefictionverhaal met een detectivetintje geschreven door de Amerikaan Isaac Asimov, dat voor het eerst te lezen was in augustus 1976. In Nederland werd het verhaal afgedrukt in de bundels Vreemdeling in het paradijs en De totale robot.
Het verzoek tot dit verhaal kwam van Frederic Dannay, uitgever van Ellery Queen's Mystery Magazine. Hij wilde een verhaal omtrent de thematiek van het United States Bicentennial. Hij had andere verzoeken uitstaan voor verhalen zich afspelende in 1876 en 1976. Hij wilde echter ook een sciencefictionverhaal over (eventuele) festiviteiten voor het driehonderdjarig bestaan van de Verenigde Staten. Asimov had zelf de titel Death at the tercentenary in zijn hoofd, maar zei later de titel die Dannay er aan gegeven te hebben beter te vinden. Alhoewel niet officieel is het een van Asimovs robotverhalen, dus er wordt vastgehouden aan de drie wetten van de robotica. Het verhaal is geschreven als een complottheorie

## Het verhaal
Bij het driehonderdjarig bestaan van de Verenigde Staten is Amerikaans president niet alleen de belangrijkste man daar, maar ook de belangrijkste man van de Planetaire Raad. Beveiliger Laurence Edwards begeleidt president (nummer 75, Barack Obama is de 44e) Hugo Allen Winkler tijdens die festiviteiten in de nabijheid van het Washington Moment. Van het een op het andere gaat de president in rook op om vervolgens ergens anders uit het niets te verschijnen. Kennelijk blijft het incident bij Edwards smeulen want twee jaar later meldt hij zich bij ambtenaar van de Geheime dienst Janek en begint aan zijn betoog. Edwards vermoedt dat de president destijds door robots is vermoord. Janek brengt daar nog tegen in, dat een robot dat volgens de drie wetten niet kan, maar Edwards zegt dat de robot de president vermoord kan hebben als door het achterwege laten van die moord er grotere schade aan de mensheid kan ontstaan. Voor de festiviteiten stond Winkler bekend als een soort zakkenvuller en niet populair, na de aanslag komt hij met allerlei goede ideeën en is wel populair. Janek weet elke complottheorie van Edwards te weerleggen, maar toch blijft Edwards voet bij stuk houden.
Aan het slot van het verhaal laat Asimov de meesten in twijfels achter. Janek was zelf de man, die de president in rook liet opgaan maar besluit met: 'Het was moeilijk om de president zover te krijgen, dat hij meewerkte aan het eerste karweitje (...)'. Hij liet daarmee open of de robots de menselijke president had vermoord of dat de mensheid al een tijdje door een robot geregeerd werd en de menselijke president de robotpresident heeft vermoord.
Zijn beste vriend · Sally · Op een dag · Gezichtspunt · Denken · Ware liefde · Robot AL-76 verdwaald · Overwinning onopzettelijk · Vreemdeling in het paradijs · Lichtvers · De racist · Robbie · Als we bij elkaar komen · Spiegelbeeld · Jubileumincident · Eerste wet · dronken robot · Logica · Vingers · Leugenaar · Succes verzekerd · Lenny · Galeislaaf · Robot vermist · Risico · Grappenmaker! · Bewijs · De machines · Vrouwelijke intuïtie · Weest Hem indachtig · Tweehonderd jaar mens